# Carola Zirzow
Carola Zirzow, född den 15 september 1954 i Prenzlau, Östtyskland, är en östtysk kanotist.
Hon tog OS-guld i K-1 500 meter och även OS-brons i K-2 500 meter i samband med de olympiska kanottävlingarna 1976 i Montréal.